# Hemipoophilus antaeus
Hemipoophilus antaeus is een halfvleugelig insect uit de familie Aphrophoridae. De wetenschappelijke naam van deze soort is voor het eerst geldig gepubliceerd in 1912 door Jacobi.